# Ocupación filipina de las islas del mar de la China Meridional

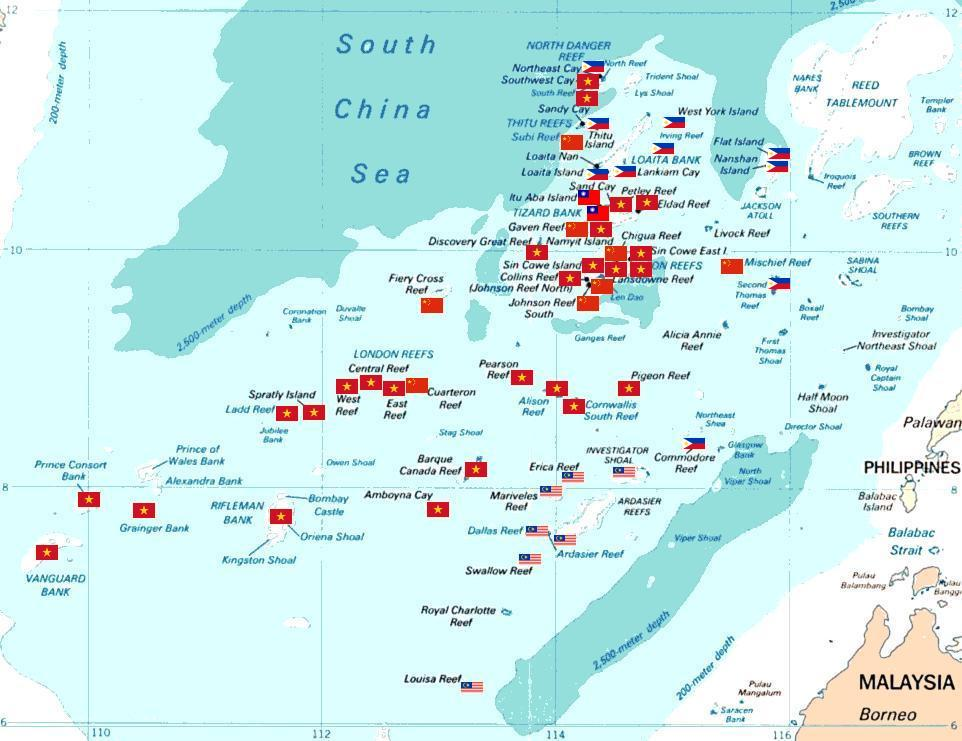
Mapa donde se muestra los territorios bajo dominio de varios países antes de la ocupación filipina.

La ocupación filipina de las islas del mar de la China Meridional (conocido en ese país como mar de Filipinas Occidental) comenzó el 6 de abril de 2017 por orden del presidente filipino Rodrigo Duterte hacia las islas del mar de la China Meridional, donde Filipinas mantiene intereses con otros cinco países, y son la República Popular China y Vietnam los que controlan la mayor parte de las islas.

## Antecedentes
Las islas del mar de la China Meridional se mantienen en disputa desde hace décadas pero tomaron importancia después de la Segunda Guerra Mundial, cuando cada nación por diversas razones históricas argumentaba que era la soberana legítima. La disputa se intensificó durante la Guerra Fría porque las grandes potencias entraron a apoyar a diferentes bandos, como Estados Unidos con Filipinas y Vietnam.

### sigloXXI
Ya en el siglo XXI la República Popular China comenzó a construir islas artificiales y bases militares en varias de las islas. La República de China (Taiwán) fue la primera en sufrir el avance y al no tener una fuerza importante en Asia decidió mantenerse al margen y evitar represalias de su vecino continental. Progresivamente, Vietnam y Malasia también decidieron seguir el mismo camino pero solo hasta cierto territorio por el mismo motivo de Taiwán, para evitar represalias. Filipinas, aunque reclamaba varias islas no se atrevía a ocupar más de las que tenía bajo su poder y las cuales China también reclamaba.

#### Gobierno de Rodrigo Duterte

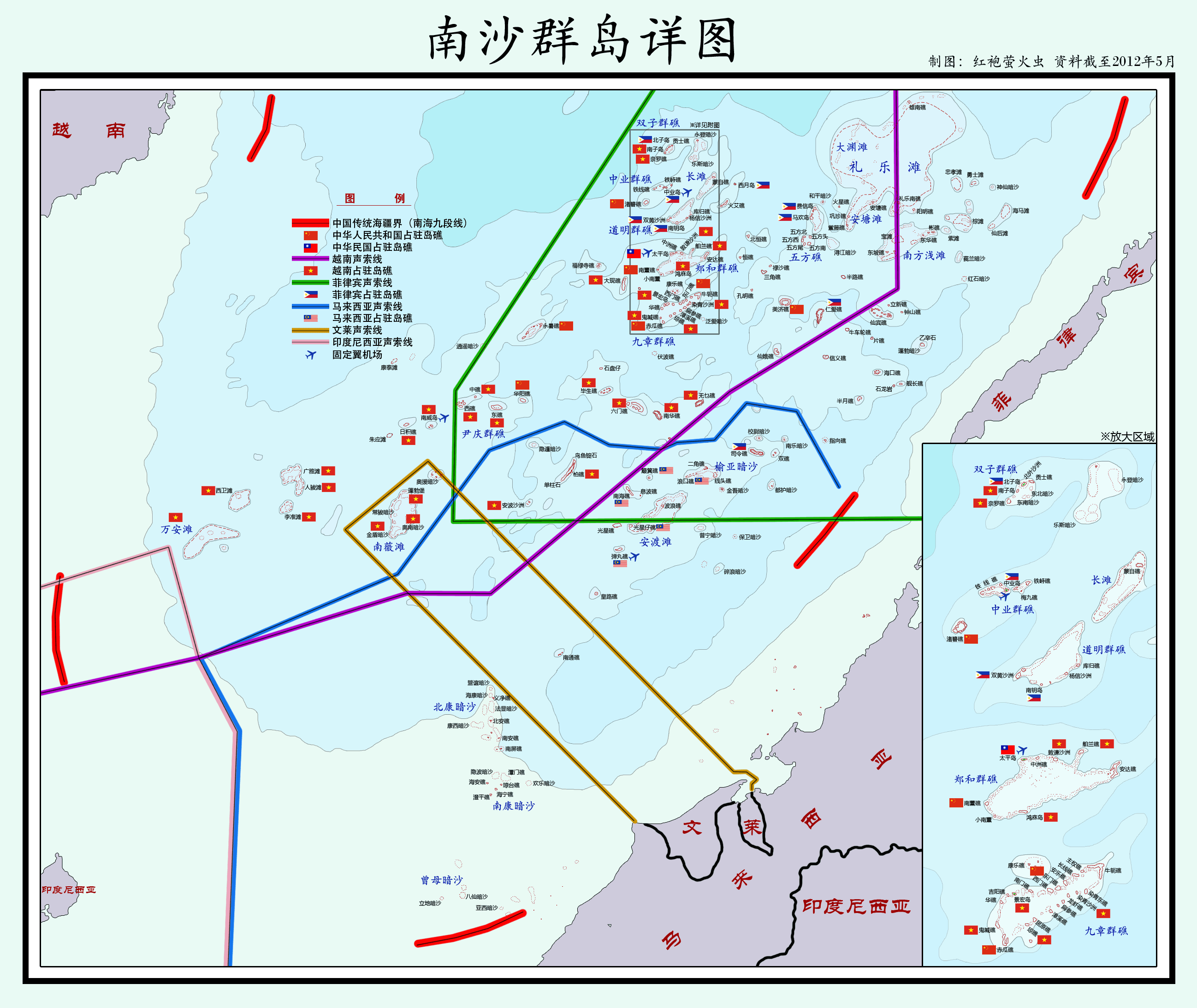
Mapa donde se muestra los territorios bajo dominio de varios países antes de la ocupación filipina.

El presidente filipino Rodrigo Duterte, a pesar de su significativo distanciamiento con Estados Unidos, decidió invadir casi en su totalidad las islas, argumentando que su país era el dueño indiscutible de las islas.

Parece que todo el mundo va a sacar tajada allá en las islas, así que más nos valdría poblarlas que dejarlas vacantes.
Rodrigo Duterte

Hasta ahora Rodrigo Duterte ordenó que se construya infraestructura y se «ice la bandera»; además dijo que viajaría a «sus islas» el 12 de julio de 2017.

### Reacciones
- Estados Unidos: El Gobierno de Estados Unidos hasta ahora no ha tomado una posición sobre el conflicto; solo se limitó a pedir que se alivien las tensiones entre las naciones involucradas.[7]